# Luksemburscy posłowie do Parlamentu Europejskiego 1984–1989
Luksemburscy posłowie II kadencji do Parlamentu Europejskiego zostali wybrani w wyborach przeprowadzonych 17 czerwca 1984.

## Lista posłów
Wybrani z listy Chrześcijańsko-Społecznej Partii Ludowej
- Nicolas Estgen
- Marcelle Lentz-Cornette
- Ernest Mühlen

Wybrani z listy Luksemburskiej Socjalistycznej Partii Robotniczej
- Victor Abens
- Joseph Wohlfart, poseł do PE od 28 kwietnia 1988

Wybrana z listy Partii Demokratycznej
- Lydie Polfer, poseł do PE od 9 października 1985

Byli posłowie II kadencji do PE
- Colette Flesch (DP), do 8 października 1985
- Lydie Schmit (LSAP), do 7 kwietnia 1988, zgon